# New Orleans Hornets 2009-2010
La stagione 2009-10 dei New Orleans Hornets fu la 8ª nella NBA per la franchigia.
I New Orleans Hornets arrivarono quinti nella Southwest Division della Western Conference con un record di 37-45, non qualificandosi per i play-off.

## Roster
| N° | Naz.                     | Ruolo | Sportivo           | Anno | Alt. | Peso |
| -- | ------------------------ | ----- | ------------------ | ---- | ---- | ---- |
| 2  | Stati Uniti (bandiera)   | G     | Darren Collison    | 1987 | 183  | 73   |
| 3  | Stati Uniti (bandiera)   | G     | Chris Paul         | 1985 | 183  | 79   |
| 4  | Nuova Zelanda (bandiera) | AC    | Sean Marks         | 1975 | 208  | 113  |
| 5  | Stati Uniti (bandiera)   | G     | Marcus Thornton    | 1987 | 193  | 93   |
| 6  | Stati Uniti (bandiera)   | G     | Bobby Brown        | 1984 | 188  | 79   |
| 9  | Lituania (bandiera)      | A     | Darius Songaila    | 1978 | 206  | 112  |
| 11 | Stati Uniti (bandiera)   | G     | Jason Hart         | 1978 | 191  | 84   |
| 12 | Stati Uniti (bandiera)   | AC    | Hilton Armstrong   | 1984 | 211  | 107  |
| 16 | Serbia (bandiera)        | GA    | Predrag Stojaković | 1977 | 206  | 100  |
| 23 | Stati Uniti (bandiera)   | G     | Devin Brown        | 1978 | 196  | 100  |
| 24 | Stati Uniti (bandiera)   | A     | Morris Peterson    | 1977 | 201  | 99   |
| 30 | Stati Uniti (bandiera)   | A     | David West         | 1980 | 206  | 109  |
| 32 | Stati Uniti (bandiera)   | A     | Julian Wright      | 1987 | 203  | 102  |
| 34 | Stati Uniti (bandiera)   | C     | Aaron Gray         | 1984 | 213  | 122  |
| 41 | Stati Uniti (bandiera)   | GA    | James Posey        | 1977 | 203  | 98   |
| 50 | Stati Uniti (bandiera)   | AC    | Emeka Okafor       | 1982 | 208  | 114  |

## Staff tecnico
- Allenatori: Byron Scott (3-6) (fino al 12 novembre)[1], Jeff Bower (34-39)
- Vice-allenatori: Tim Floyd (dall'11 novembre al 31 marzo), Charlie Parker, Paul Pressey, Robert Werdann, Robert Pack
- Preparatore atletico: Terry Kofler